# محمد ممدوح هاشم
محمد ممدوح هاشم (عربی: محمد ممدوح هاشم شبيب؛ زادهٔ ۱ آوریل ۱۹۸۹)  بازیکن هندبال اهل مصر است.